# Albert Serra
Albert Serra Juanola (Bañolas, Gerona, 9 de octubre de 1975) es un director y productor de cine español.

## Biografía
A los 18 años se traslada a Barcelona, donde se licenció en Filología Hispánica y Teoría de la Literatura por la Universidad de Barcelona.
Su primer largometraje fue Crespià, the film not the village, realizado en 2003, el cual no llegó a estrenarse comercialmente. La película que inició su filmografía, y la que significó la primera obra de su productora «Andergraun Films», fue Honor de cavalleria, estrenada en 2006. Esta segunda película, la cual se presentó en la Quincena de Realizadores del Festival Internacional de Cine de Cannes de 2006, fue seleccionada como una de las diez mejores películas del año 2007 por la revista Cahiers du Cinéma. En el camino de asentarse como director de autor y prestigio, en 2008 dirigió El cant dels ocells, película que muestra una nueva perspectiva del mito de los reyes magos. 
Años después, en 2011, dirige la miniserie de televisión El senyor ha fet en mi meravelles, y en 2012 dirige la coproducción hispano-francesa Història de la meva mort,  película que sigue con el estilo desmitificador de su obra mezclando el mito de Drácula con la figura de Casanova en la transición del luminoso siglo XVIII al oscuro siglo XIX del Romanticismo, gracias a esta película se hizo con el Leopardo de oro en el Festival Internacional de Cine de Locarno premio que le terminó de consagrar como una de las figuras más originales del panorama cinematográfico mundial. Este mismo año también dirige Els tres porquets, película de 101 horas que mezcla las figuras de Adolf Hitler, Johann Wolfgang von Goethe y Reiner Werner Fassbinder.
En 2016 dirige La muerte de Luis XIV, película pensada originalmente para ser una instalación de museo, pero por problemas logísticos terminó siendo una obra cinematográfica, este film sería protagonizado por Jean Pierre Léaud, y convertiría a Serra en el primer español en ganar el premio Jean Vigo. El proyecto de crear una obra de museo sobre la figura del rey sol no desaparecería de la cabeza de Serra, y en 2018 dirigiría la película Roi Soleil, película donde se representa el mismo concepto que realizó en La muerte de Luis XIV, pero ambientada en un museo.
En 2019 volvería a Cannes para hacerse con el premio del jurado con Liberté, película ambientada en la Francia del siglo XVIII y que trata, en un sentido muy atmosférico, el tema del libertinaje. Por último, en 2022 estrenó Pacifiction, película ambientada en el siglo XXI en la cual Serra construye una crítica irónica de la crisis nuclear que vivimos hoy en día, gracias a este último largometraje ha ganado el premio Louis Delluc, y Pacifiction ha sido elegida como la mejor película del año por la revista Cahiers du Cinéma.
En 2024 su película documental sobre los toros, siguiendo a Andrés Roca Rey, Tardes de Soledad, ganó la Concha de Oro en el Festival de San Sebastián. 

## Estilo cinematográfico
Sus influencias se encuentran en directores de cine como Apichatpong Weerasethakul, Hong Sang-soo, Pedro Costa o Cristi Puiu, quienes fueron clave para que Serra se atreviera a empezar su obra artística.

## Filmografía

### Cortometraje
- 2007 • Rusia[23]
- 2013 • Cuba Libre[24]

### Largometrajes
- 2003 • Crespià, the film not the village
- 2006 • Honor de cavalleria
- 2008 • El cant dels ocells
- 2010 • Els noms de Crist
- 2011 • El senyor ha fet en mi meravelles
- 2013 • Història de la meva mort. Versión castellana: Historia de mi muerte.
- 2013 • Els tres porquets
- 2016 • La muerte de Luis XIV.
- 2019 • Liberté
- 2022 • Pacifiction
- 2024 • Tardes de soledad
- TBA • Out of this world

## Teatro
- 2010 • Pulgasari
- 2011 • Més enllà dels alps

## Premios y distinciones
Festival Internacional de Cine de Cannes
| Año  | Sección           | Categoría                  | Película | Resultado |
| ---- | ----------------- | -------------------------- | -------- | --------- |
| 2019 | Una cierta mirada | Premio especial del jurado | Liberté  | Ganador   |

- 2006: V Premio Barcelona de Cine a la mejor dirección novel, por Honor de cavalleria; y a la mejor película en versión original en catalán, por la misma obra.
- 2009: Premio Gaudí a la mejor película por El cant dels ocells.[26]
- 2013: Premio Leopardo de Oro en el Festival de cine de Locarno por Història de la meva mort.[27]
- 2016: Premi Jean Vigo por la película "La Mort de Louis XIV"[28]
- 2017: Premio Nacional de Cultura[29]
- 2017: Premios Feroz Especial por La muerte de Louis XIV [30]
- 2022: Premio Louis Delluc[31] por Pacifiction.
- 2023: Medalla de Oro al Mérito en las Bellas Artes.[32]
- 2023: Premios César al Mejor Actor y Mejor Fotografía por Pacifiction.[33]
- 2024: Concha de Oro a la mejor película del Festival de Cine de San Sebastián por Tardes de soledad. [20]